# سن پاتریک مارکت

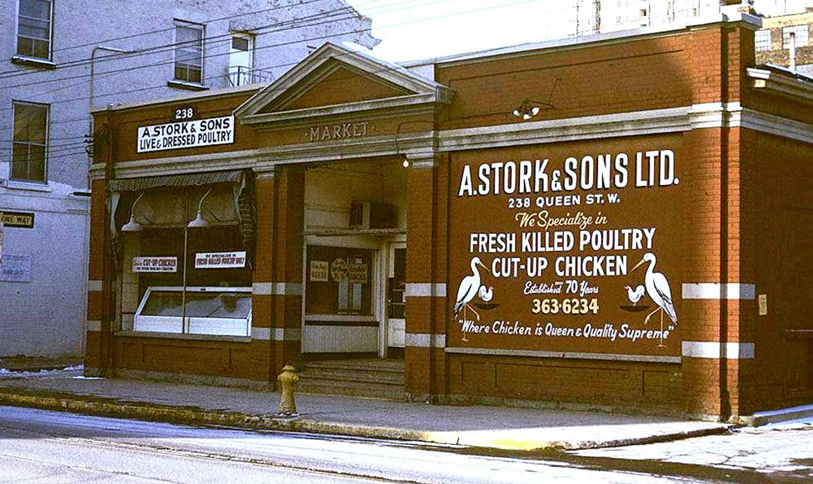
ساختمان دوم و فعلی بازار سنت پاتریک در سال ۱۹۱۲ ساخته شده‌است. این تصویر در سال ۱۹۷۱ گرفته شده‌است.

سن پاتریک مارکت (انگلیسی: St. Patrick's Market) یکی از سه بازار عمومی ایجاد شده در تورنتو در قرن نوزدهم همراه با بازار سن لورنس مارکت و سن اندرو مارکت است. ساختار فعلی در سال ۱۹۱۲ ساخته شد و در سال ۱۹۷۵ به عنوان سایت میراث فرهنگی توسط شهر تورنتو شناخته شد.
زمین این بازار در ۲۳۸ خیابان کوئین (تورنتو) غربی (در خیابان جان) در سال ۱۸۳۶ برای یک بازار عمومی تعیین شد.